# Patrick Manning
Patrick Augustus Mervyn Manning (ur. 17 sierpnia 1946 w San Fernando, zm. 2 lipca 2016 tamże) – trynidadzko-tobagijski polityk, premier Trynidadu i Tobago w latach 1991-1995 oraz od 24 grudnia 2001 do 26 maja 2010. Przewodniczący Ludowego Ruchu Narodowego (People's National Movement, PNM) od 1987 do 2010. Lider opozycji w latach 1986-1990 oraz 1995-2001.

## Życiorys

### Edukacja
Patrick Mannig urodził się w 1946. W latach 1958–1965 kształcił się w Presentation College w San Fernando. W 1969 ukończył studia licencjackie z dziedziny geologii na Uniwersytecie Indii Zachodnich w Mona, na Jamajce. Po ukończeniu studiów powrócił do kraju i rozpoczął pracę jako geolog w amerykańskiej firmie naftowej Texaco (1969-1971).

### Początek kariery politycznej
W 1971, w wieku 24 lat, zaangażował się w działalność polityczną – wziął udział w wyborach parlamentarnych z ramienia PNM, uzyskując mandat z okręgu San Fernando East. W każdych kolejnych wyborach uzyskiwał reelekcję w Izbie Reprezentantów, zostając z czasem deputowanym najdłużej sprawującym mandat.
W latach 1971–1978 zajmował stanowiska sekretarza stanu w kilku ministerstwach. W latach 1978–1981 był ministrem w Ministerstwie Finansów. W 1981 został ministrem informacji oraz ministrem przemysłu i handlu. W latach 1981–1986 pełnił funkcję ministra energii i zasobów naturalnych.
W wyborach parlamentarnych w 1986 rządzący Ludowy Ruch Narodowy (PNM) poniósł dotkliwą porażkę, zdobywając tylko trzy miejsca w parlamencie. Jedno z nich uzyskał Manning, stając się liderem opozycji, a od 1987 przewodniczącym partii.

### Premier
Jako lider PNM doprowadził do sukcesu wyborczego partii w 1991, obejmując stanowisko szefa rządu (1991-1995). Premier rozpisał nowe wybory w 1995, rok przed konstytucyjnym terminem, jednak nie zdobył większości w parlamencie i musiał oddać władzę. Od 1995 do 2001 pozostawał liderem opozycji. W wyborach parlamentarnych w 2000 Ludowy Ruch Narodowy (PNM) zdobył 16 mandatów, zajmując drugie miejsce za Zjednoczonym Kongresem Narodowym (UPC) Basdeo Pandaya (19 mandatów) i pozostał w opozycji.

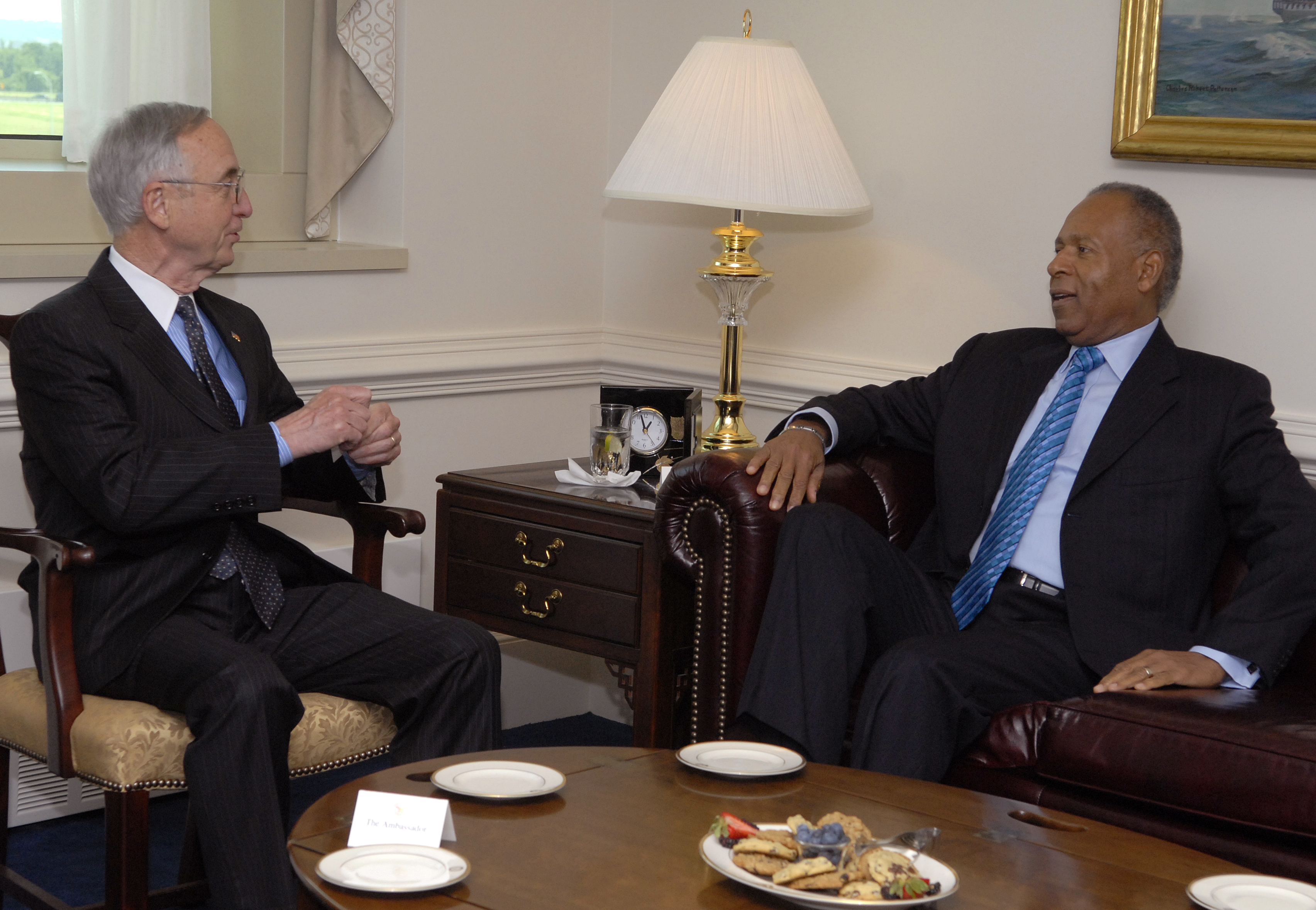
Patrick Manning z zastępcą sekretarza obrony USA w 2008.

W 2001 premier Panday rozpisał kolejne wybory parlamentarne z powodu rozłamu w swojej partii. Wybory z 2001 zakończyły się remisem dwóch głównych partii (zdobyły po 18 miejsc w parlamencie). W takiej sytuacji 24 grudnia 2001 prezydent Arthur N.R. Robinson mianował Patricka Manninga nowym szefem rządu. Jednakże krajowi politycy nie mogli osiągnąć porozumienia w sprawie wyboru przewodniczącego Izby Reprezentantów oraz zatwierdzenia przez parlament rządowego projektu budżetu. Z tego powodu premier Manning postanowił zorganizować ponowne wybory.
Wcześniejsze wybory parlamentarne z 7 października 2002 wygrał Ludowy Ruch Narodowy, zdobywając 20 mandatów w 36-osobowej Izbie Reprezentantów, co umożliwiło Manningowi utrzymanie stanowiska szefa rządu. Rząd Manninga zredukował stawkę podatku dochodowego, wprowadził bezpłatną edukację na poziome wyższym oraz powołał Uniwersytet Trynidadu i Tobago.
W wyborach parlamentarnych 5 listopada 2007 ponowne zwycięstwo odniósł PNM, zdobywając 26 mandatów w 41-osobowym parlamencie. 7 listopada 2007 premier Manning został zaprzysiężony na kolejną kadencję.
Na początku kwietnia 2010 premier Manning ogłosił rozwiązanie parlamentu i organizację wcześniejszych wyborów parlamentarnych. Powodem decyzji była wola odnowienia mandatu wobec oskarżeń jego gabinetu ze strony opozycji o korupcję i złe zarządzanie finansami publicznymi. W wyborach 24 maja 2010 PNM poniósł porażkę, zdobywając tylko 12 spośród 41 mandatów. Premier przyznał się do porażki wyborczej. 26 maja 2010 na stanowisku szefa rządu zastąpiła go Kamla Persad-Bissessar.
Po przegranej w wyborach Manning 27 maja 2010 zrezygnował ze stanowiska przewodniczącego partii. Nowym liderem PNM oraz liderem opozycji w parlamencie został wybrany Keith Rowley.